# Грабич
Гра́бич (укр. Грабич) — село в Отынийской поселковой общине Коломыйского района Ивано-Франковской области Украины.
Население по переписи 2001 года составляло 589 человек. Занимает площадь 5,625 км². Почтовый индекс — 78225. Телефонный код — 03433.